# Valea lui Vlad, Sîngerei
Valea lui Vlad este un sat din cadrul comunei Dumbrăvița din raionul Sîngerei, Republica Moldova.

## Istorie

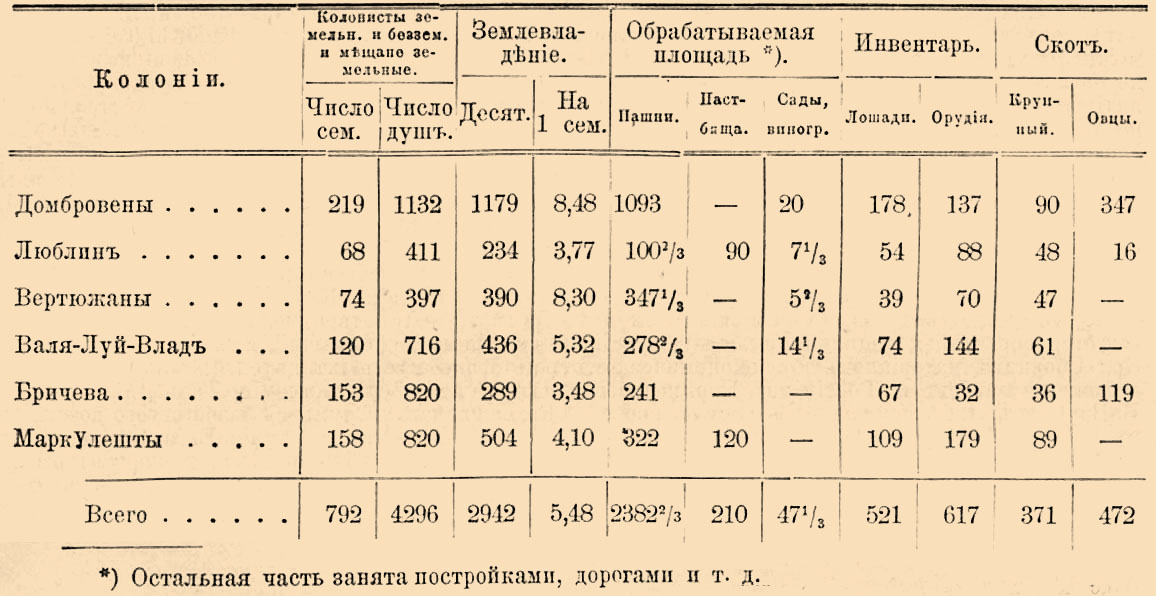
Ilustrație din Enciclopedia evreiască a lui Brockhaus și Efron (1906-1913), cu date generale privind populația, proprietatea, terenul cultivat, precum și condițiile economice a coloniilor evreiești din Basarabia. (Valea lui Vlad e al patrulea în listă)

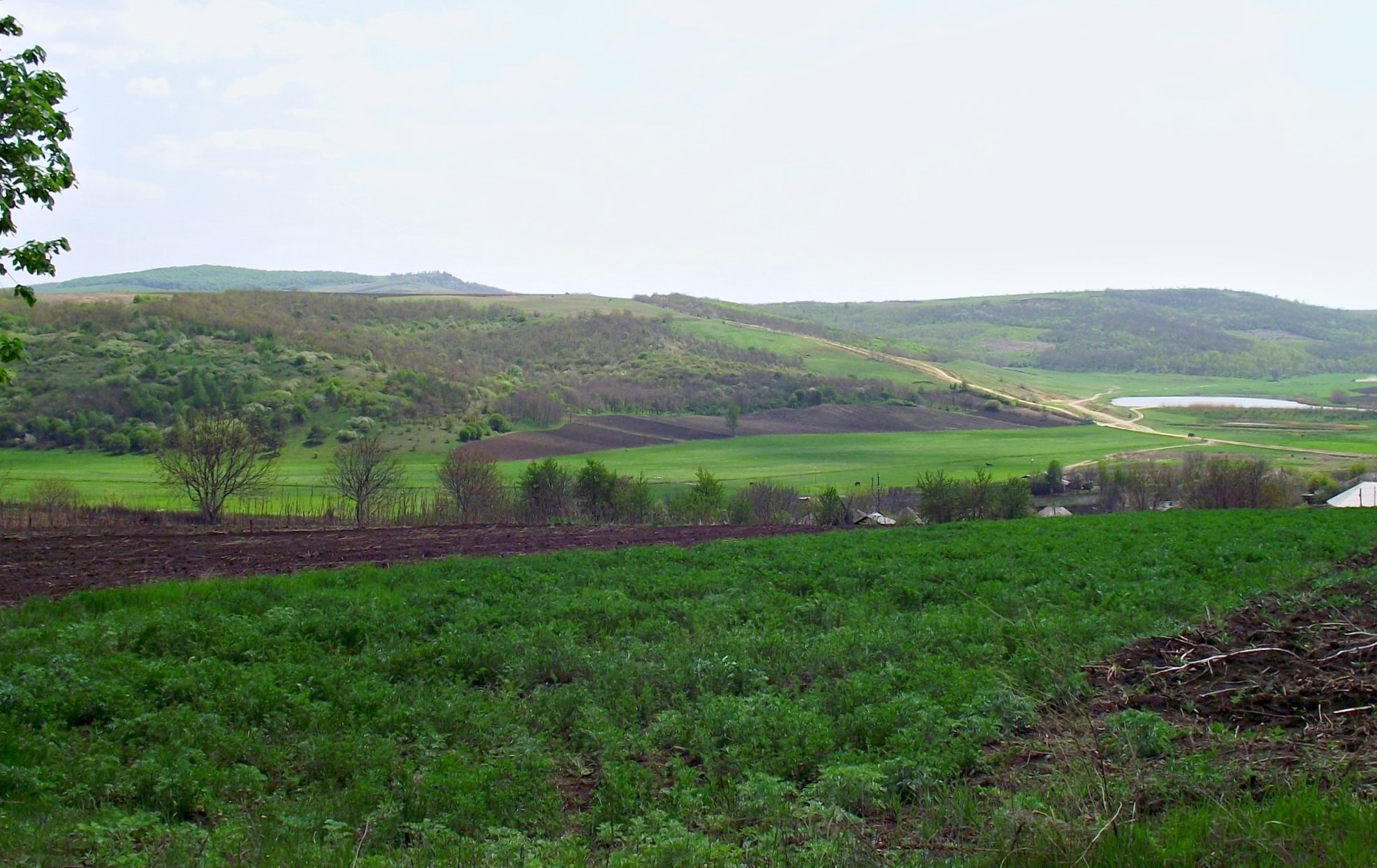
Panoramă a locului

Colonia agricolă evreiască din Valea lui Vlad a fost întemeiată în 1836 de către coloniști originari din Podolia. În 1897 populația număra deja 1.318 persoane, în 1910 – 1.385 persoane (toți evrei). Coloniștii se ocupau în principal de cultivarea grâului (59 de acri de pământ în 1899) și a porumbului (33 de acri); întregul teren al moșiei se ridica la 436 de acri. Inițial, fiecare familie a primit 5,32 acri de pământ, dar până în 1899 doar 31 din 82 de familii dețineau mai mult de 4 acri de pământ. Coloniștilor li s-au alăturat încă 36 de familii cărora nu li s-a dat permisiunea de a cultiva pământul, aceștia angajându-se în meșteșugărit. 
Conform recensământului din 1930, în localitate locuiau 1.355 de oameni, iar până la începutul războiului germano-sovietic, 1.281 de evrei m-ai locuiau în sat. În localitate l-a acea perioadă activau două sinagogi și o școală. În timpul pogromului din 7 iulie 1941, după ce teritoriul a fost ocupat de trupele române, au fost arse 140 de case, uciși 21 de bărbați, 6 femei și 8 copii; rezidenții rămași au fost deportați în lagăre de tranzit și în Transnistria.